# Ariamenes
Ariamenes (segons Plutarc) o Ariabignes ("regal dels Aris", grec: Αριαβίγνης segons Heròdot) o Artemenes (segons Justí) fou el fill de Darios I el Gran de Pèrsia (521 aC–486 aC) i d'una filla de Gòbires un dels set nobles perses que van enderrocar a Smerdis de Pèrsia.
Fou comandant de la flota del seu germà (el fill i successor de Darios) Xerxes I de Pèrsia (486 aC-465 aC).
Segons Justí a la mort del pare va reclamar la successió com a fill més gran del difunt però Xerxes va fer valer el seu dret com a fill més gran nascut després que el pare fos rei, però segons Heròdot el fill més gran de Darios es deia Artabazanes i aquesta disputa es va produir durant el regnat de Darios i no a la seva mort.
Ariamenes va morir en la batalla de Salamina (480 aC).

## Nota
1. ↑  Artabà fou nomenat àrbitre i va fallar en favor de Xerxes el que fou acceptat immediatament per Ariamenes